# Gàbrovo
Gàbrovo (búlgar Габрово) és una ciutat del centre-nord de Bulgària, el centre administratiu de la província de Gàbrovo. És situada al marge dret del riu Yantra, i és coneguda com a important centre de l'humor i la sàtira.

## Personatges destacats
- Chardafon (Prodan Tishkov)
- Christo Yavashev
- Ran Bosilek
- Emanuil Manolov
- Todor Kableshkov
- Onufri Gabrovski
- Vasil Aprilov
- Tsanko Dyustabanov
- Lazar Payakov
- Lyubomir Andreychin
- Ivan Gyuzelev
- Captain grand Nikola
- Mitko Palauzov
- Nikola Voynovski
- Nikolay Palauzov
- Ivan Vutsov
- Nikolay Stoletov
- Neofit Rilski
- Svilen Noev
- Hristo Tsokev